# Collège des Jésuites de Reims
Le collège des Jésuites est un bâtiment du XVIe siècle situé à Reims (Marne). Fondé en 1608 par des Jésuites, le collège est fermé en 1762 lorsque les Jésuites sont bannis du royaume de France. Les bâtiments servent à d'autres projets éducatifs durant le XIXe siècle. Depuis 1976, ils appartiennent à la ville de Reims qui y regroupe des organisations à caractère régional, international et local. Sa bibliothèque et son réfectoire sont des monuments de l'art baroque. L'Institut d'études politiques de Paris l'occupe aujourd'hui. 

## Activités
Les locaux accueillent le Fonds régional d'art contemporain pour des expositions dans un bâtiment et des œuvres dans une cour, le campus de Sciences Po, et un atelier du patrimoine. Le planétarium occupait une partie de ces locaux ; il a été transféré en 2013 dans de nouveaux locaux. Depuis la fin du chantier de rénovation, la totalité du Collège des Jésuites est occupée par le campus rémois de l'IEP.

## Histoire

### Les bâtiments

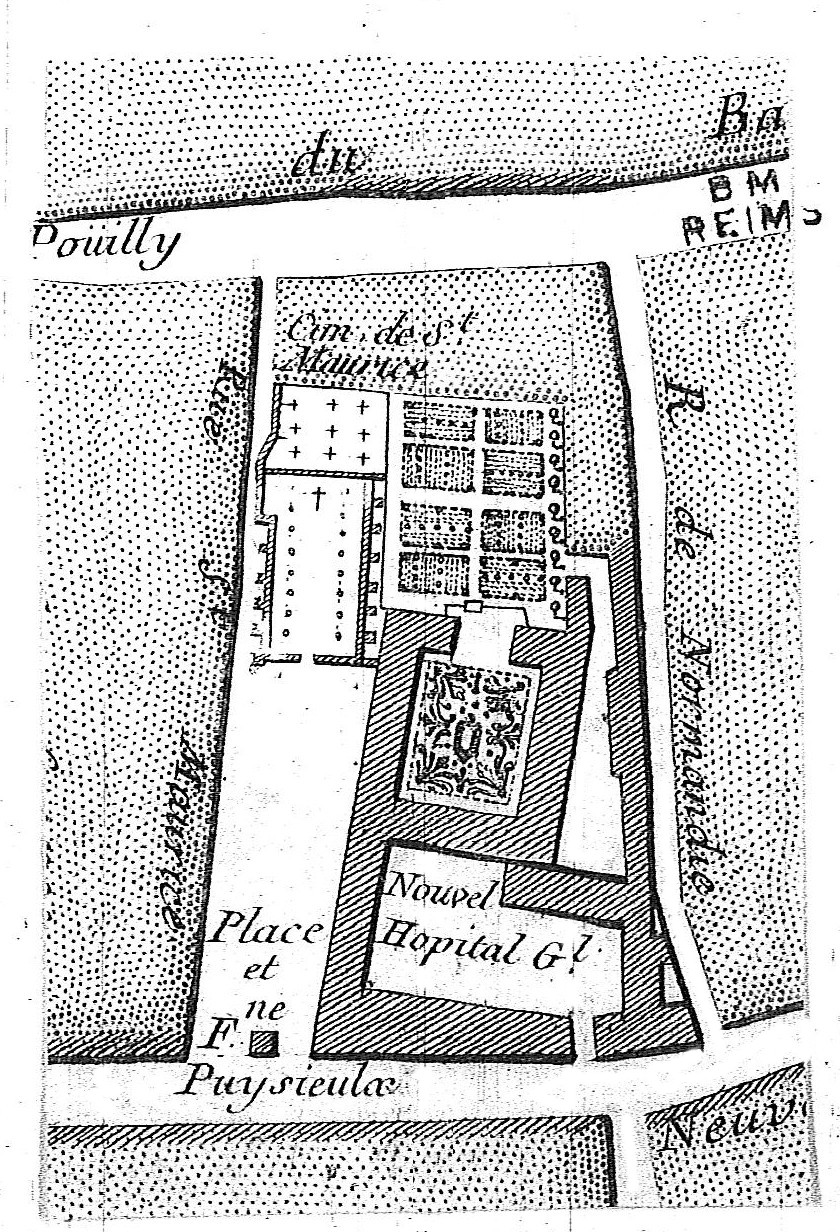
Plan du collège avec l'église st-Maurice et la place Museux.

Nicolas Brûlart de Sillery demanda à Henri IV l'autorisation pour les Jésuites d'ouvrir à Reims un collège. Le roi autorisa, par lettres patentes du 25 mars 1606, les pères jésuites à fonder un Collège à Reims. Son frère François (†. 1630), qui était aumônier du roi, acheta l'hôtel de Cerny le 12 mars 1608 pour qu'ils s'y installent. Il fit don de 3 000 livres pour l'aménagement en école. 
Dès le 18 octobre 1608, les jésuites y ouvrirent leurs classes. On y enseigna les Humanités, la Philosophie et les Mathématiques.
En 1610, François Brûlart fit don d'une ferme et d'un prieuré pour le maintien d'une chaire de philosophie, puis en 1614 une rente de 1 000 livres pour l'ouverture d'une deuxième chaire de Philosophie.
En 1615, les Jésuites achetèrent le prieuré de Saint-Maurice voisin pour l'extension des locaux et en 1619, François Brûlart fit un nouveau don de 6 600 livres, ce qui permit de lui donner son agencement actuel : une chapelle centrale avec une cour entourée de bâtiments. L'enseignement fut alors complété par la Théologie.
En mai 1762, lorsqu'ils sont bannis de France, les biens des Jésuites sont saisis et le collège de Reims est réuni avec ceux du collège des bons enfants. En janvier 1766, l'hôpital général entrait en possession des bâtiments qui sert alors comme hospice jusqu'en 1772. Les Magneuses, fondation créée par la veuve de Nicolas Colbert, s'installèrent dans une partie du collège en 1791 pour y accueillir des filles pauvres ayant entre 10 et 15 ans et leur donner une éducation en remplacement de Renfermerie des femmes et filles. Elles vont occuper le collège jusqu'au milieu du XXe siècle avant qu'il ne serve d’hébergement des étudiants en droit en 1967. Les bâtiments sont acquis par la municipalité en 1976 et héberge le Planétarium de Reims, des travaux importants de 2013 à 2015 y sont entrepris pour adapter les locaux à l'enseignement actuel.

### Enseignement

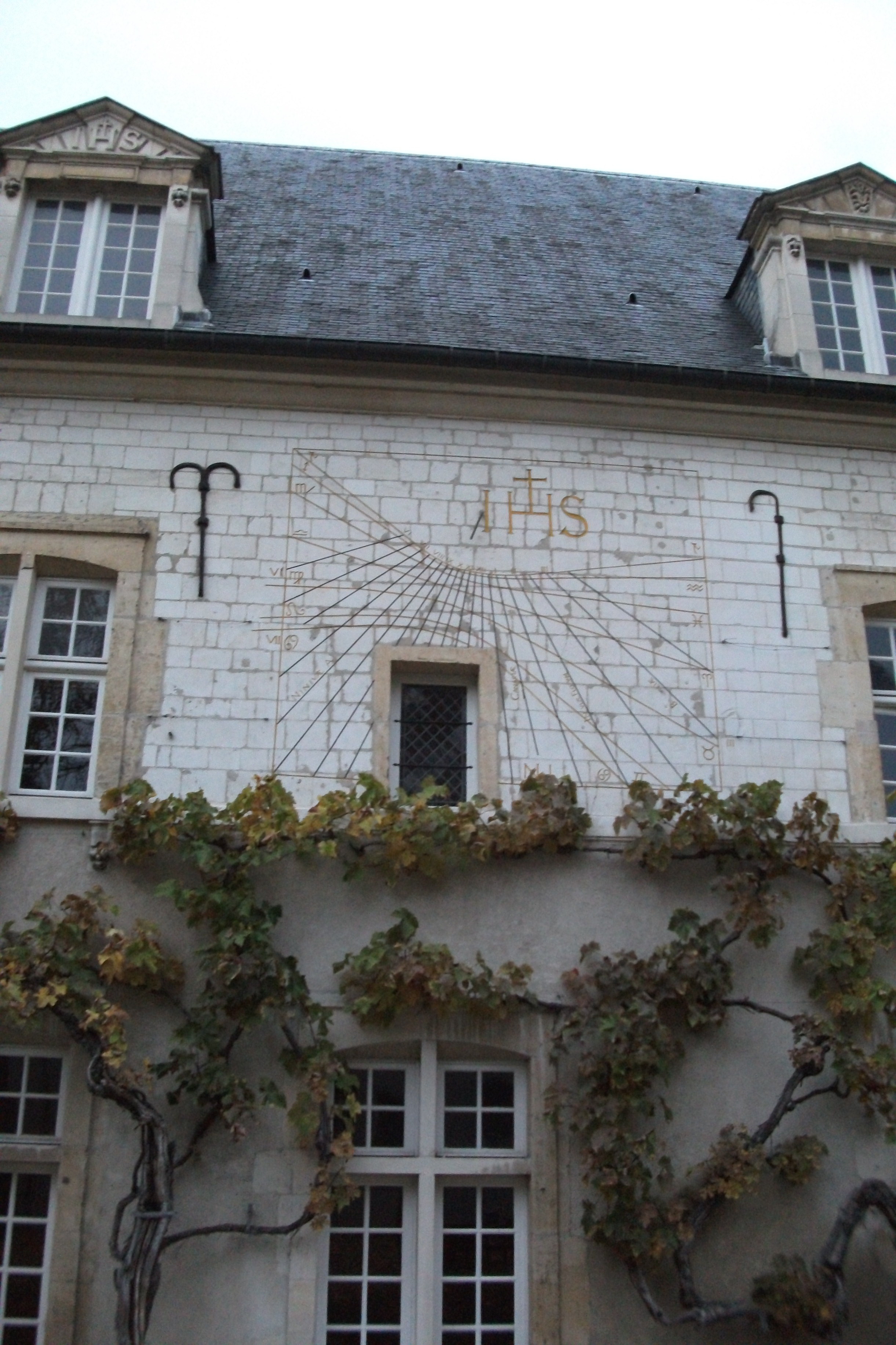
Cadran solaire et ceps de vigne.

L'enseignement se faisait suivant le programme du Ratio Studiorum de la Compagnie de Jésus et a accueilli jusqu'à 1 000 élèves; Un internat y était attaché. Son enseignement de classes de grammaire, de philosophie, de rhétorique mais aussi de danse de théâtre, de musique et d'escrime ; ce développement a porté de l'ombre à l'université de Reims et des conflits apparaissent. Le collège a la volonté que ses élèves puissent passer les diplômes de l'université ce qui fut accordé par lettres patentes en 1609 mais ne dissipa point les discordes. La pédagogie des Jésuites était innovante pour l'époque, en plus des cours en latin les temps de cours prévoyaient une alternance d'enseignements des arts et des sciences.
Actuellement, des cours sont encore assurés à Reims au sein du collège Lycée Saint-Joseph de Reims.
Les locaux accueillent depuis le programme euro-américain de Sciences Po, puis le programme Europe-Afrique depuis la rentrée 2015.

### Protection
Restauré, le bâtiment fut aménagé pour devenir un lieu multi-activités tel qu'il est aujourd'hui. Pour en protéger l'intérêt architectural et culturel de cet ensemble, jardin, cour, réfectoire, vestibule, cuisine, élévations, décor intérieur ; il faut noter que les ceps de vignes ayant échappé au phylloxera sont classés c'est un ancien cépage, le Verjus; tous sont sous une protection juridique : cet ensemble fait l’objet d’un classement au titre des monuments historiques depuis le 2 septembre 1933 alors que l'escalier du XVIIe est classé depuis le 25 décembre 1921.

#### Bibliothèque
Sous les toits, la bibliothèque un chef-d'œuvre d'art baroque français réalisé entre 1670-80 ayant un riche décor orné de guirlandes, de volutes et d'angelots. Le plafond est à caissons ornés de médaillons. De petits cabinets sont répartis sur les côtés avec la lumière de lucarnes. Elle fut réalisée sur la demande de deux familles rémoises, les Hachette et les Rogier. Les 8000 livres confisqués après la dissolution de l'Ordre en 1764 formèrent le premier fonds de la bibliothèque de Reims. Au XIXe siècle, le bâtiment est transformé en hospice (et la bibliothèque devient lingerie!).

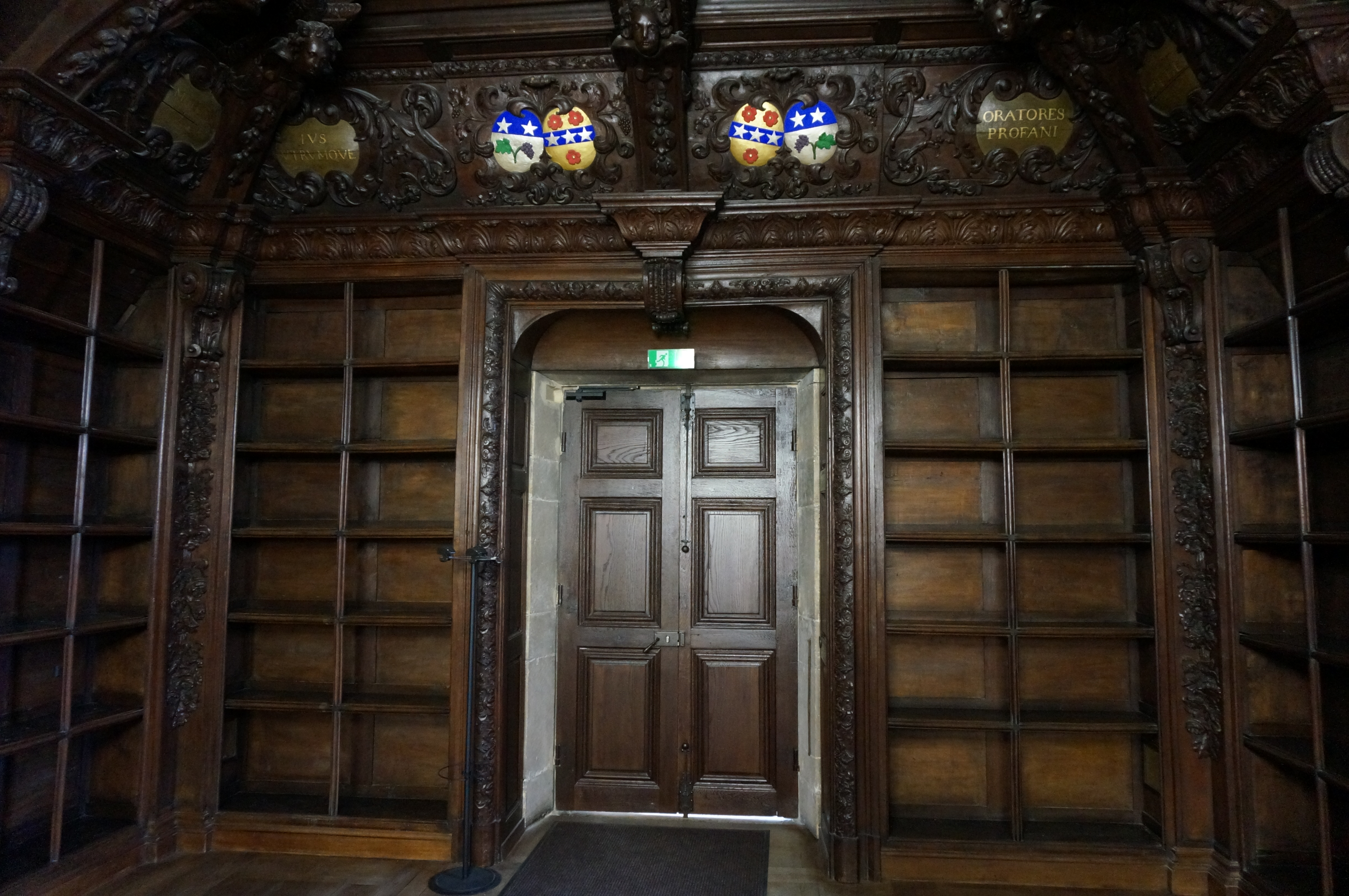
L'entrée de la bibliothèque aux armes des familles Rogier et Hachette.
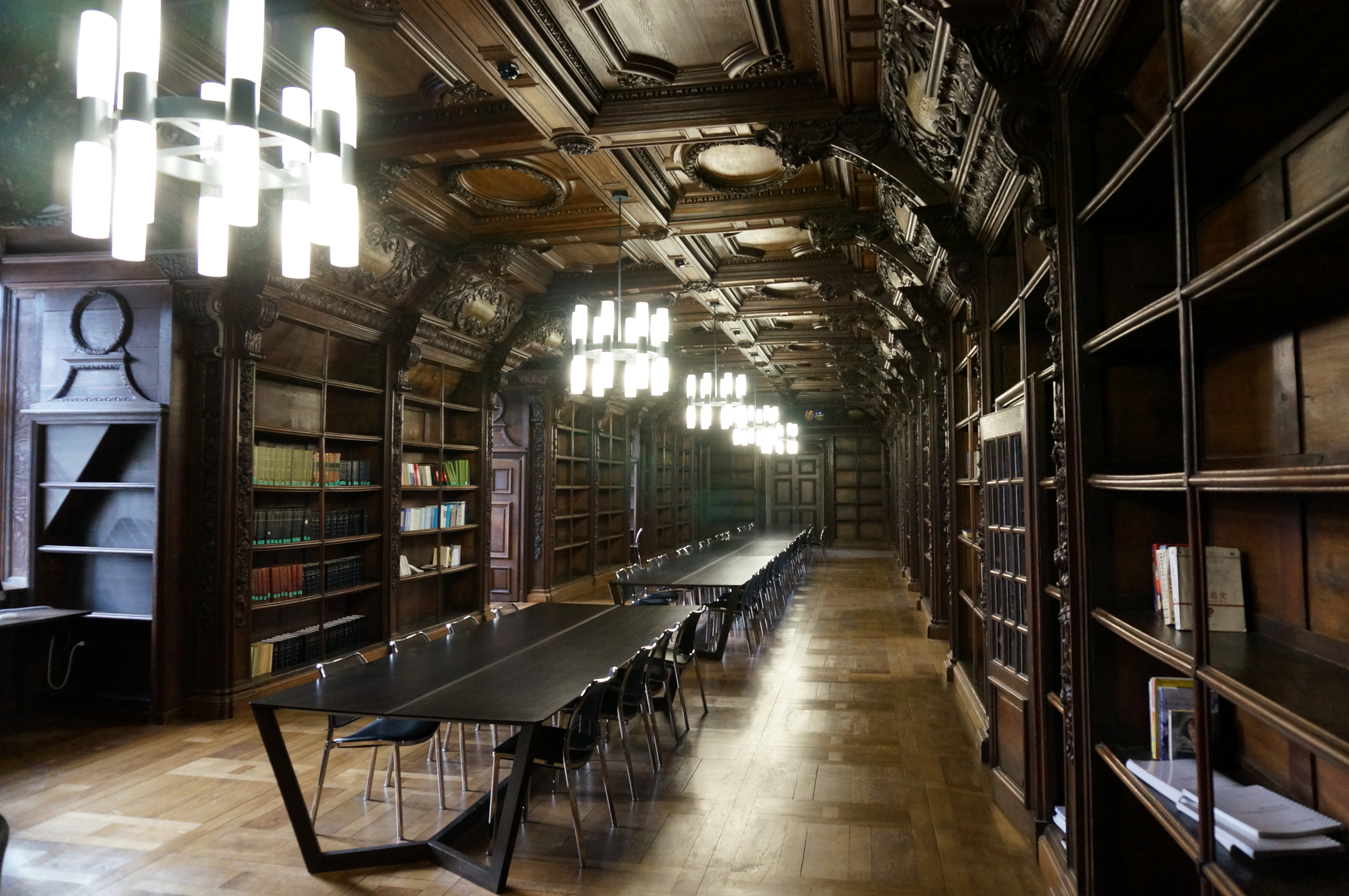
La bibliothèque des jésuites.
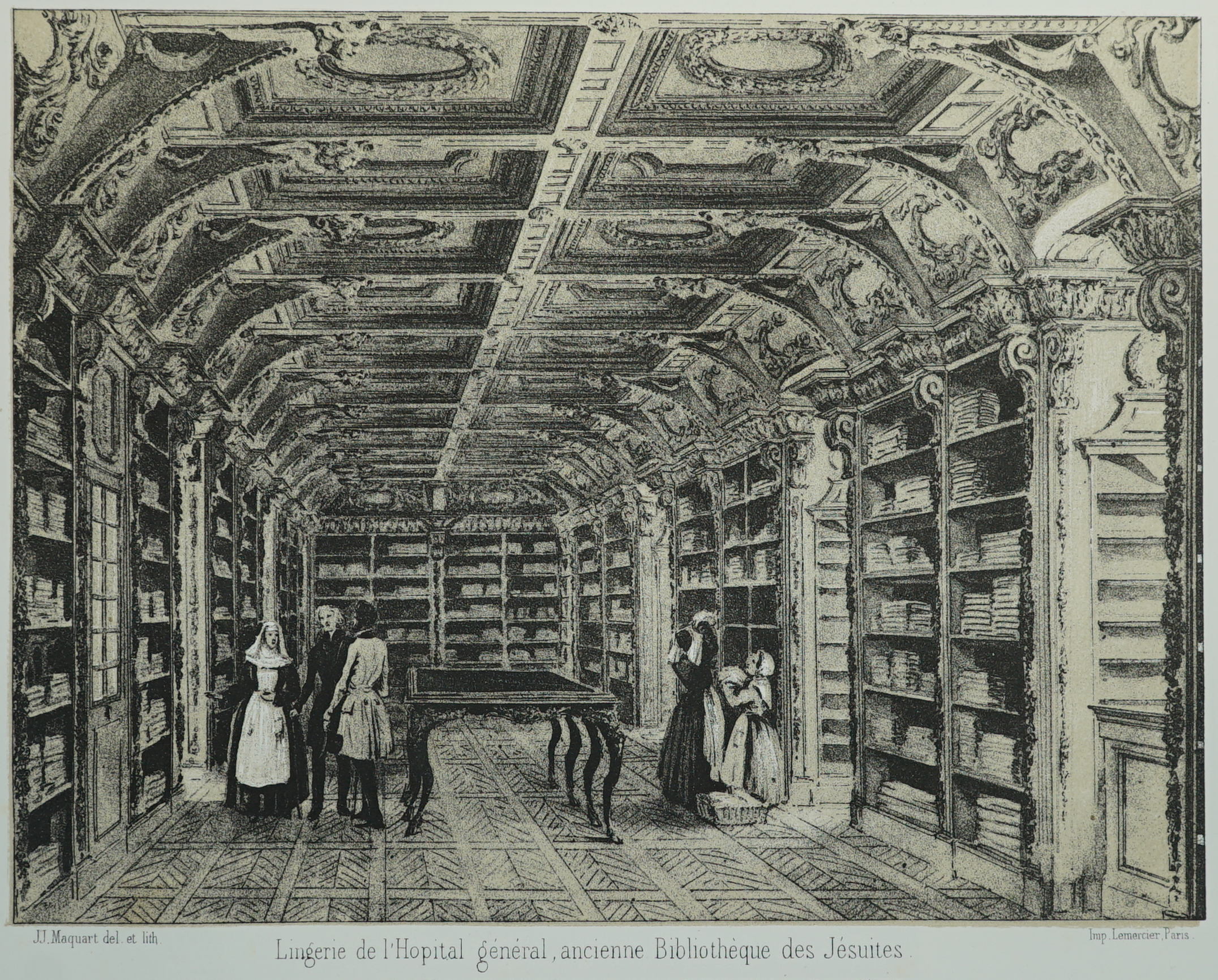
la bibliothèque devenue lingerie.

#### Salle de réfectoire
Dans la même aile que la bibliothèque et attenante à la cuisine, elle est ornée de boiseries et de peintures de Jean Hélart (1618-1685) retraçant la vie d'Ignace de Loyola et de François-Xavier.

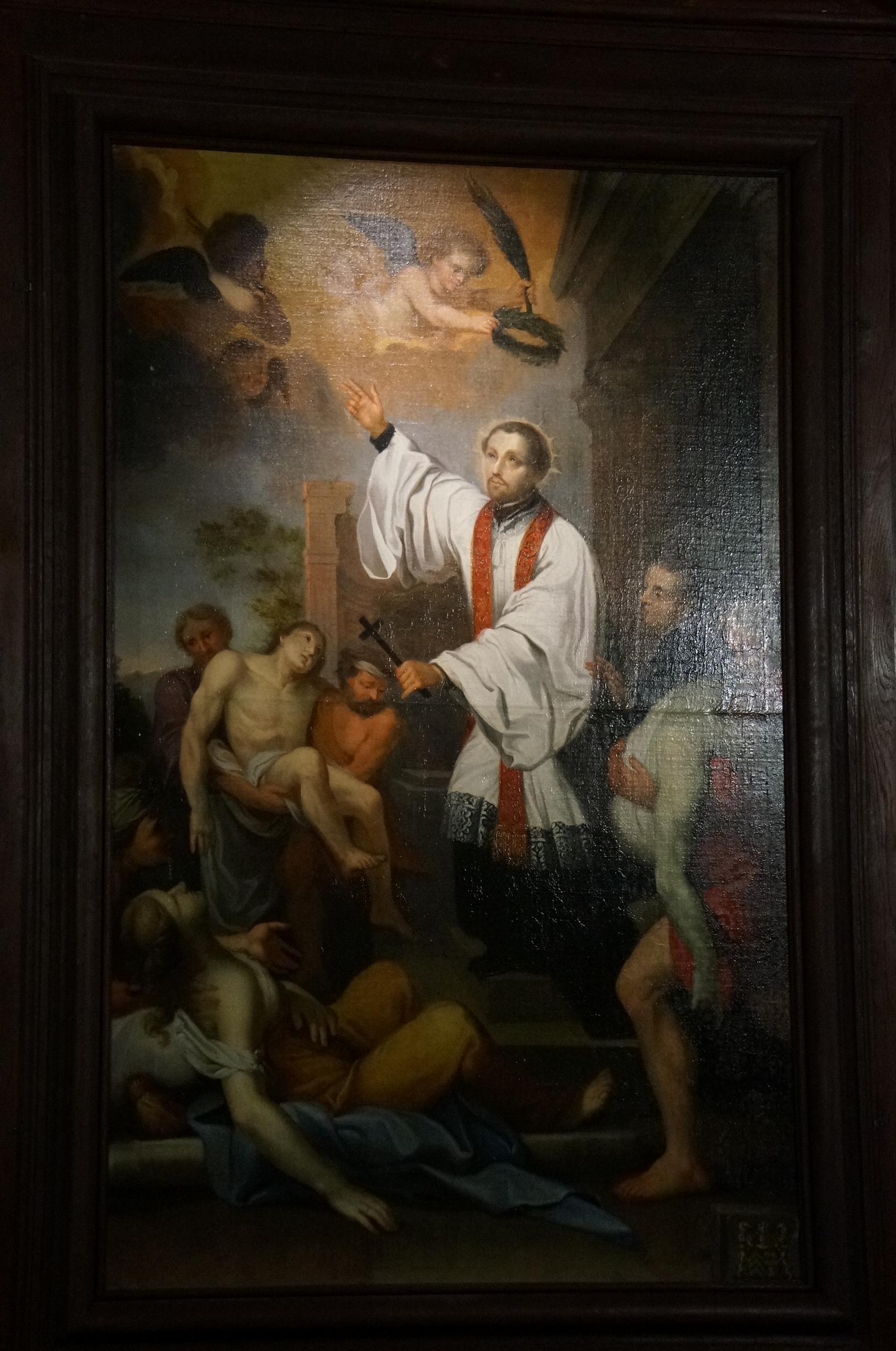
Saint François-Xavier.
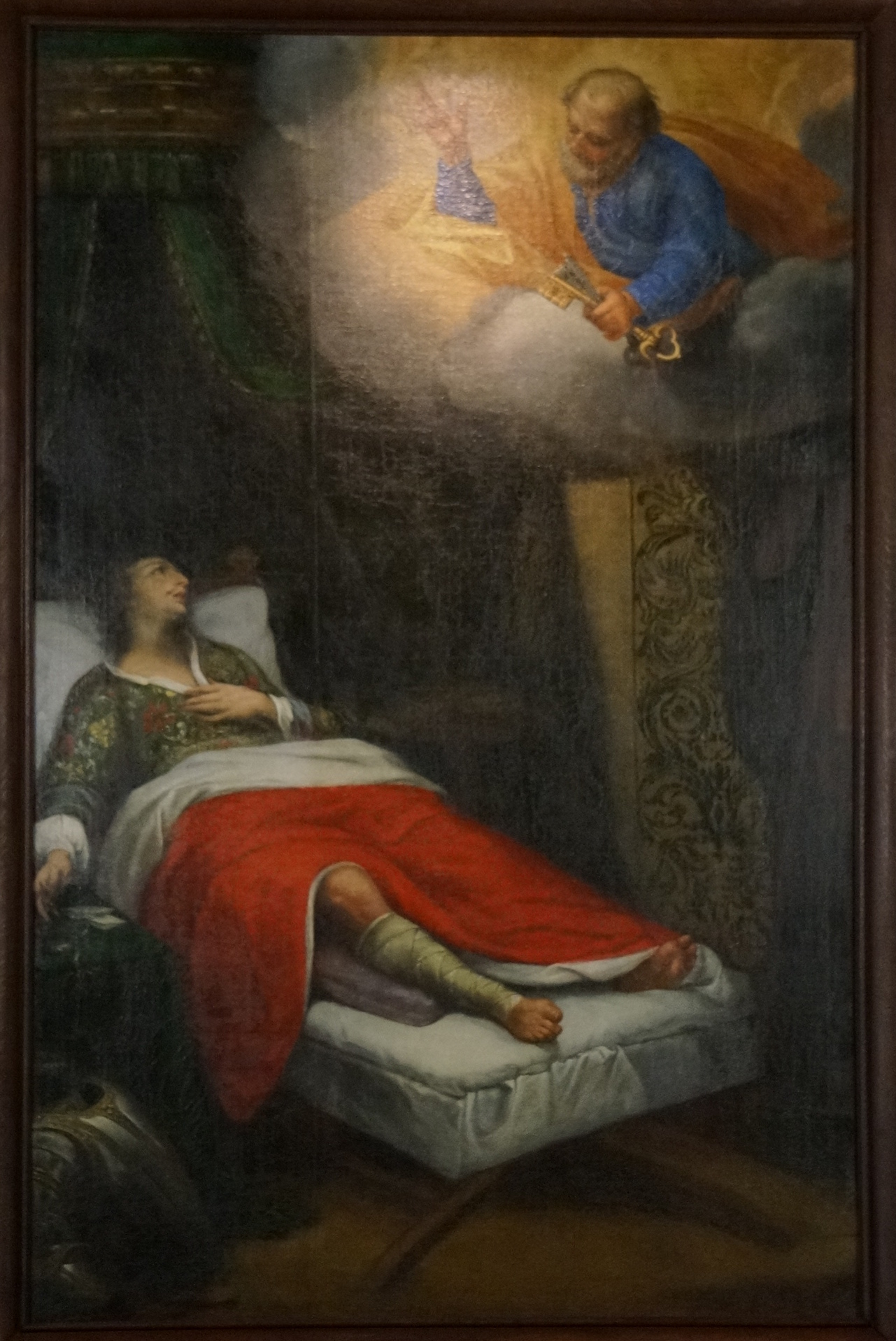
Ignace de Loyola, convalescent, est visité par saint Pierre.
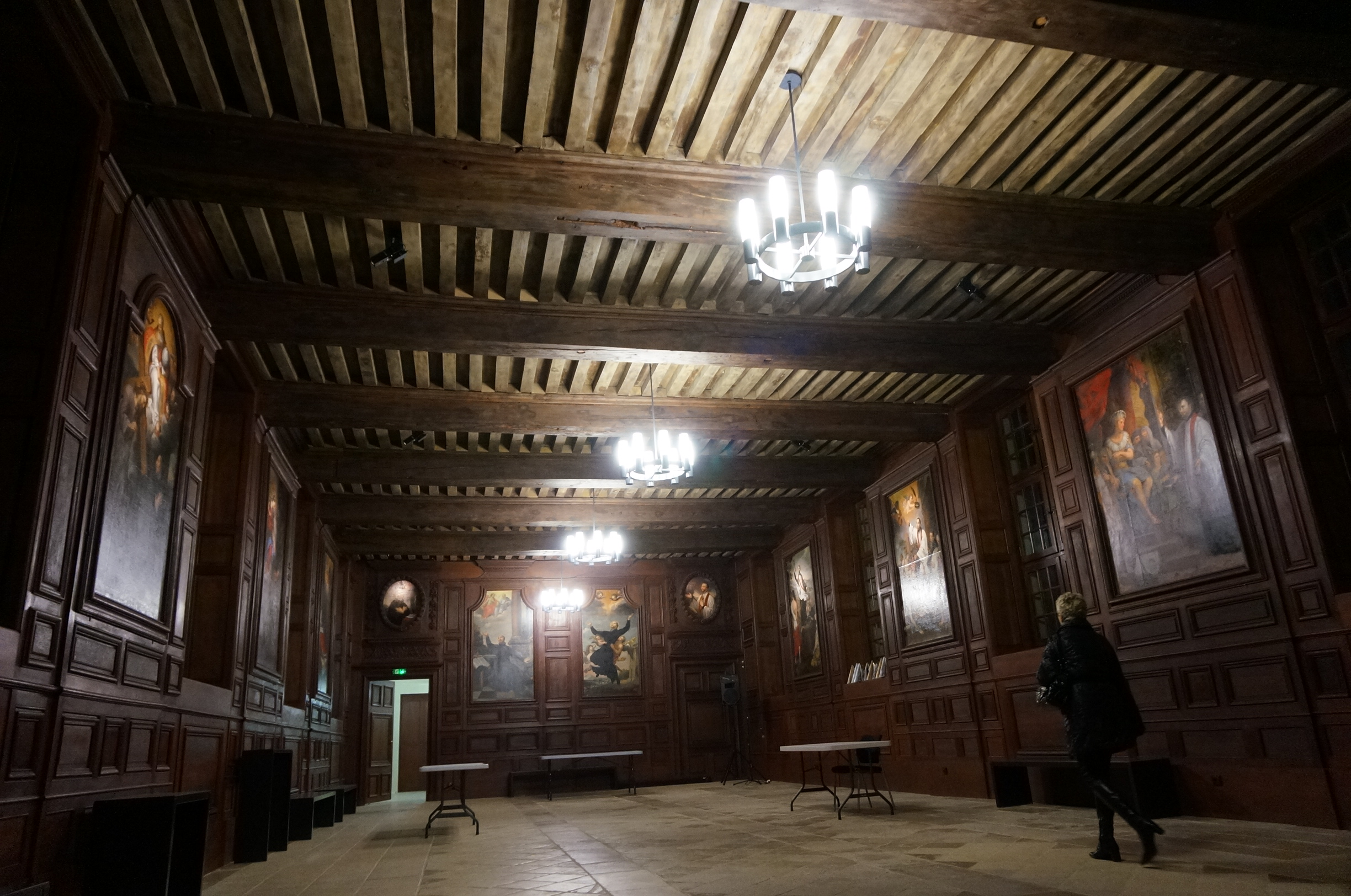
La salle du réfectoire.
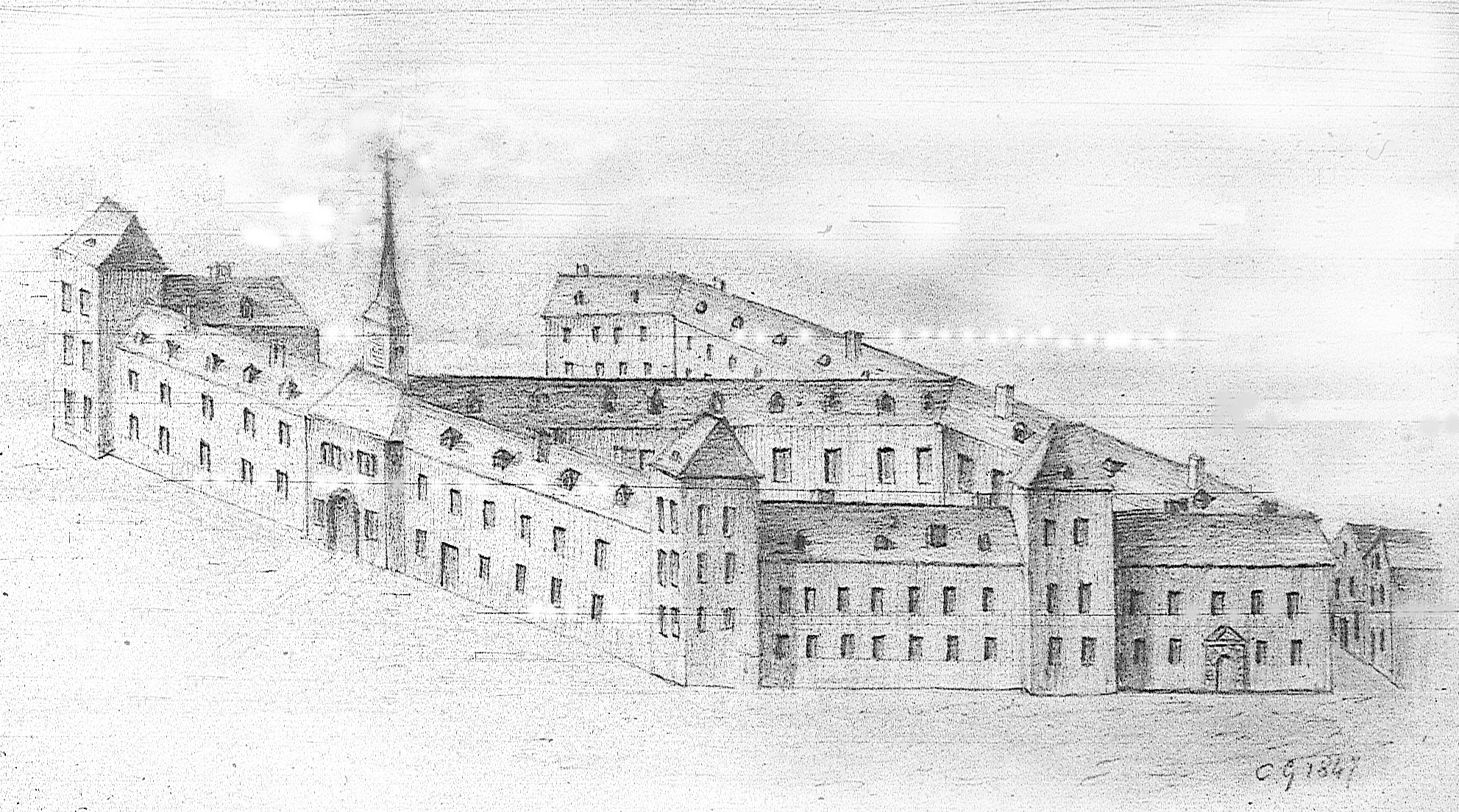
Tel qu'au XIXe siècle.

#### Cuisines
Elles sont les seuls vestiges du prieuré Saint-Maurice des Bénédictins, la salle voûté du XVIe a des fourneaux de 1900 avec des robinets du Premier Empire.

### Fonds régional d'art contemporain
Installé depuis 1990 dans l'aile qui longe la rue Gambetta, le FRAC Champagne-Ardenne propose un lieu d'exposition pour les œuvres des artistes qu'il promeut.

### Maison des associations
L'aile qui borde la rue du Barbâtre a été reconvertie en maison des associations qui propose tant des bureaux qu'elle héberge que des salles pour pratiquer des activités.

## Personnalités

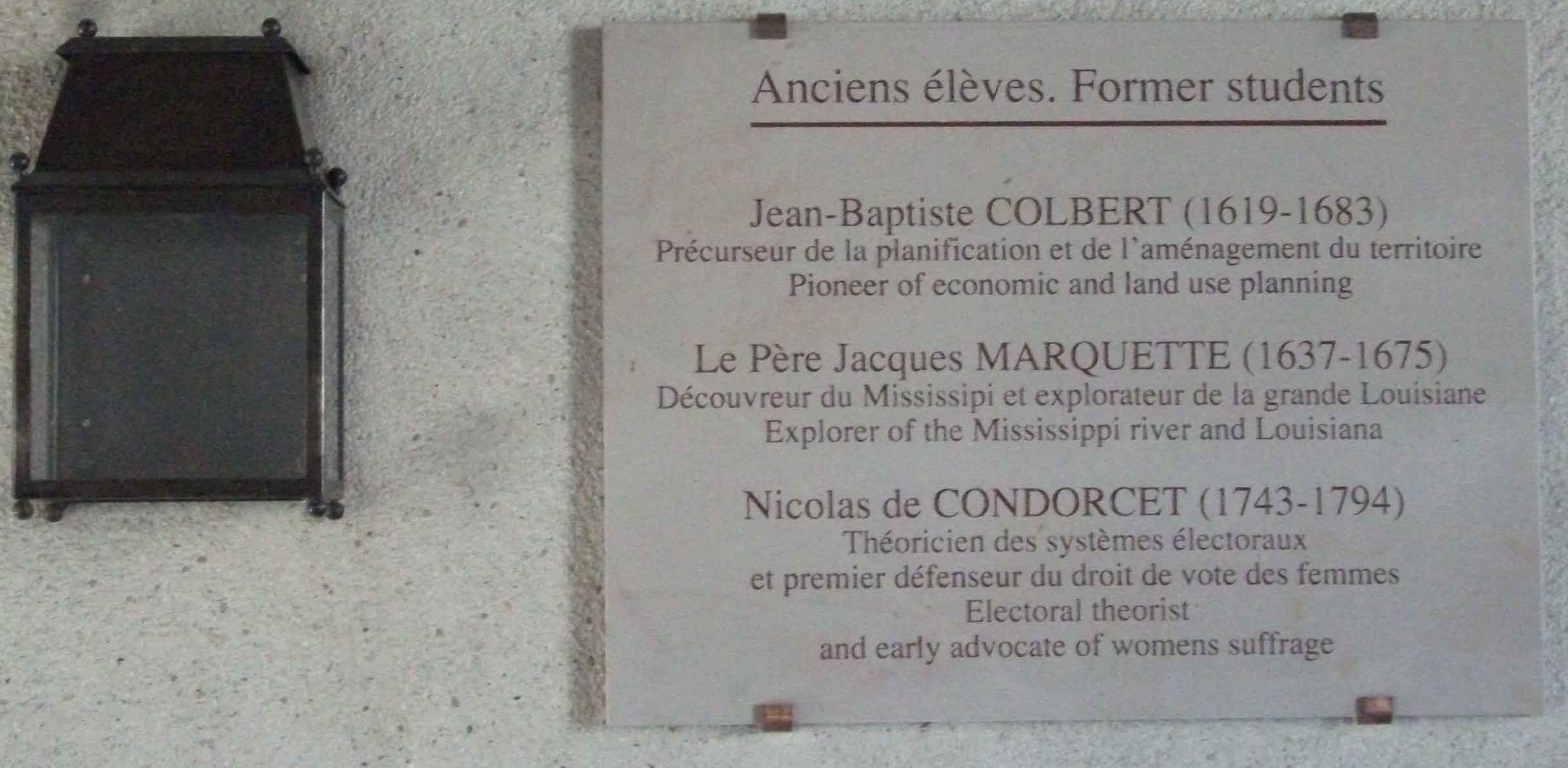
Trois anciens élèves.

Quelques anciens étudiants célèbres :
- Henri II de Guise,
- Jean-Baptiste Colbert,
- Robert Nanteuil,
- Jacques Marquette,
- Nicolas de Condorcet.

## Postérité
La bibliothèque du monument est d'un tel intérêt que le film La Reine Margot y tourna quelques scènes.

## Galerie d'images du mobilier classé

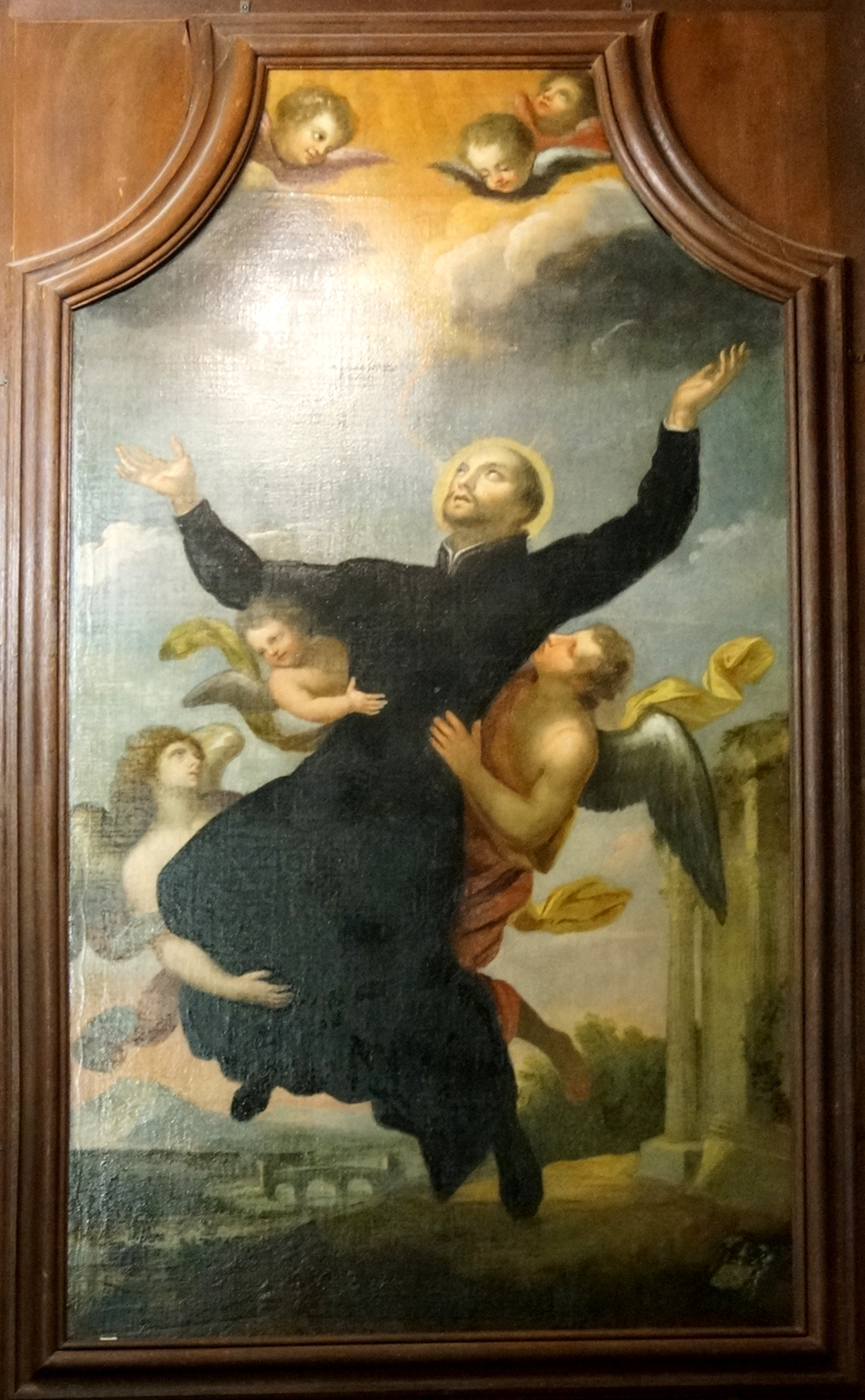
Peinture du réfectoire.
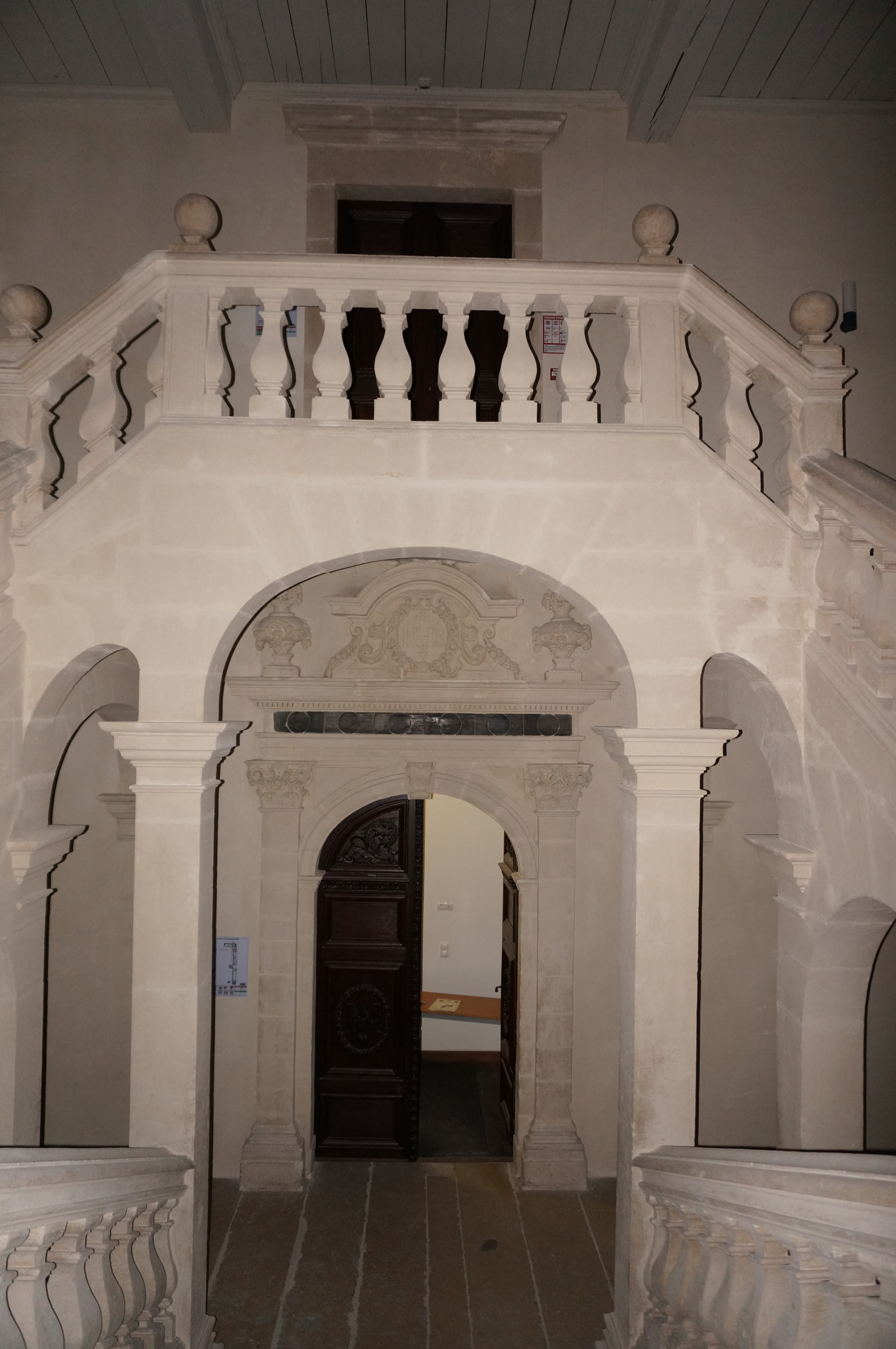
Escalier.
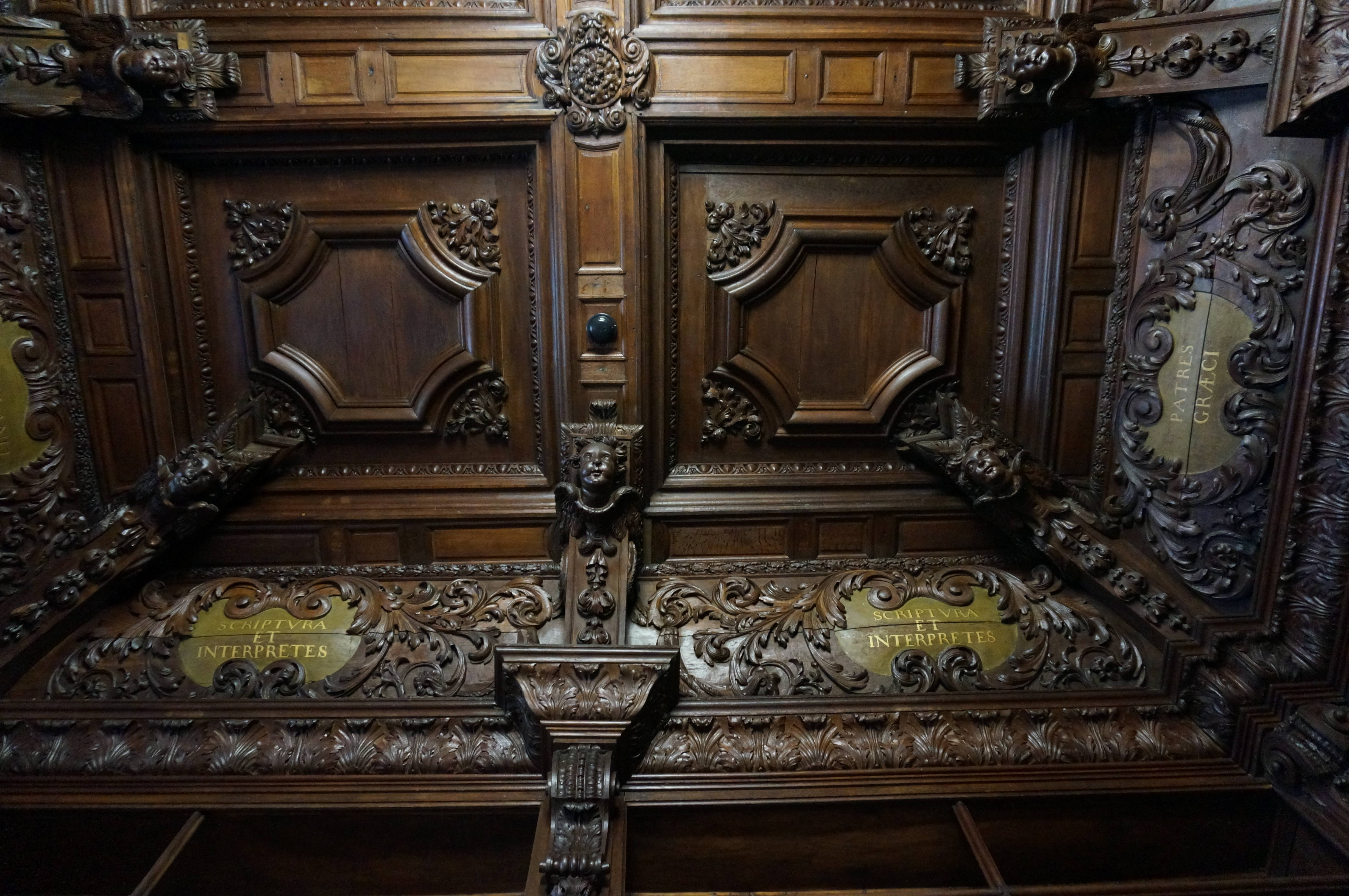
Caissons de la bibliothèque.
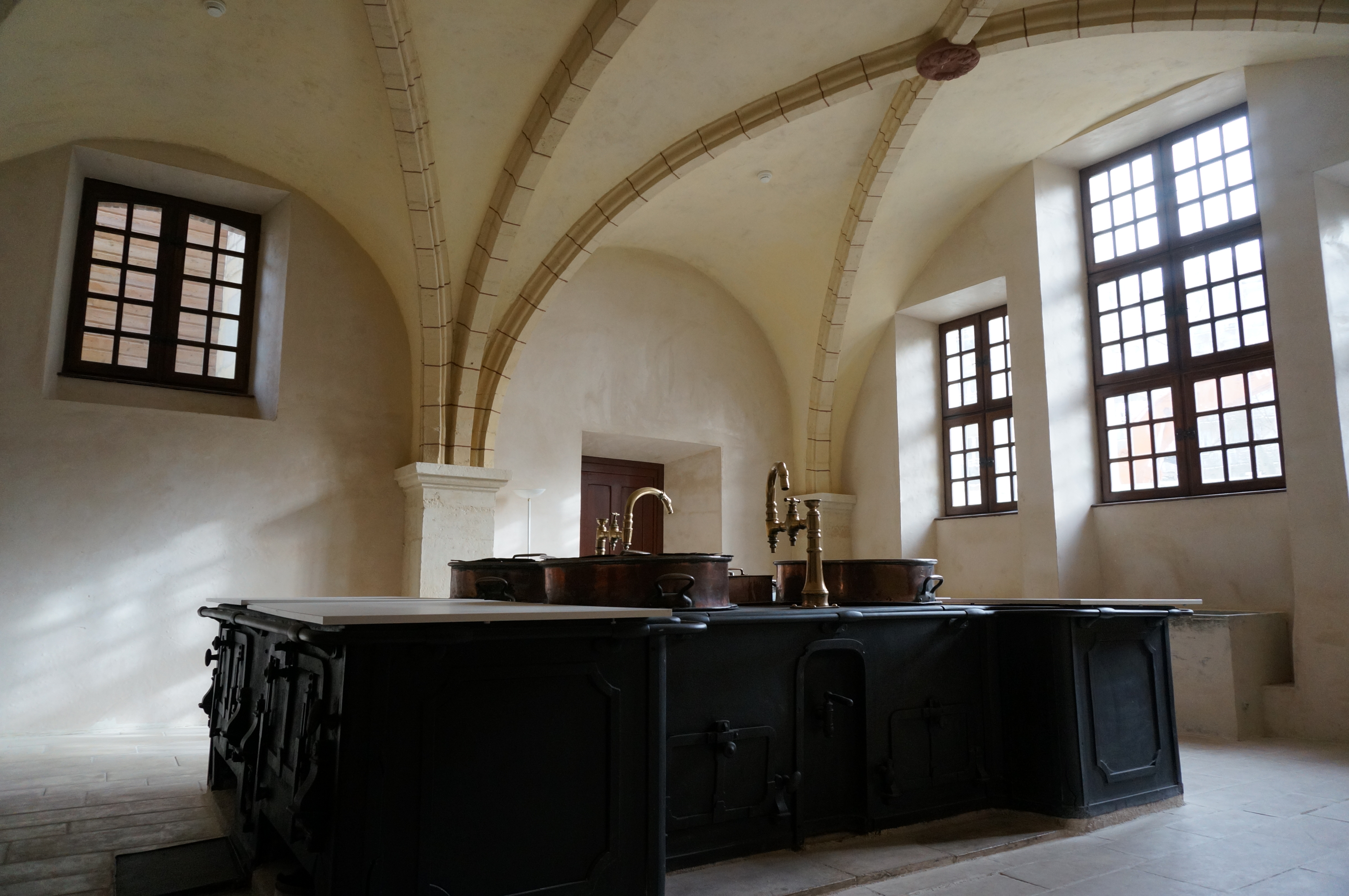
Les anciennes cuisines.
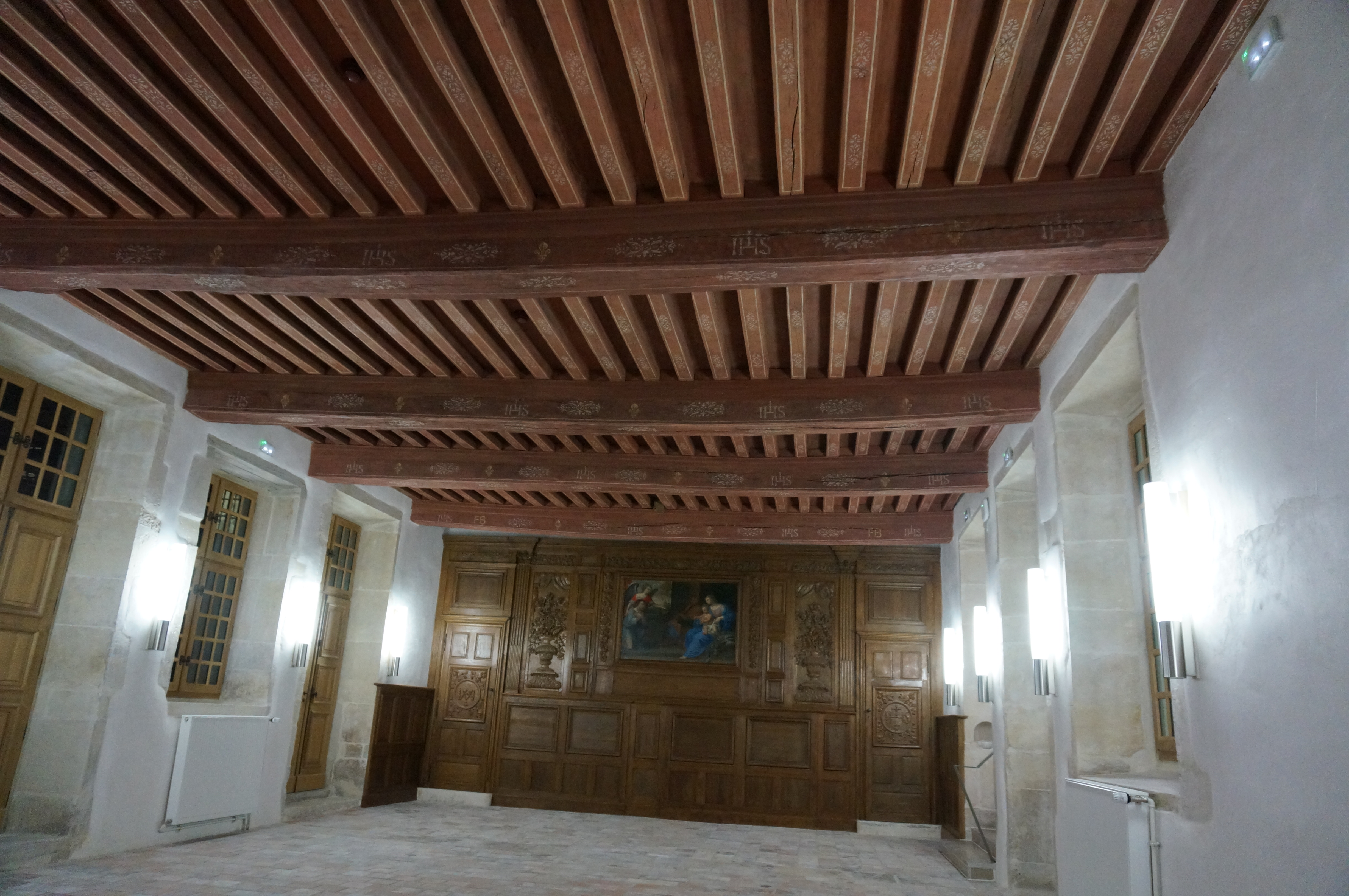
La salle des actes.
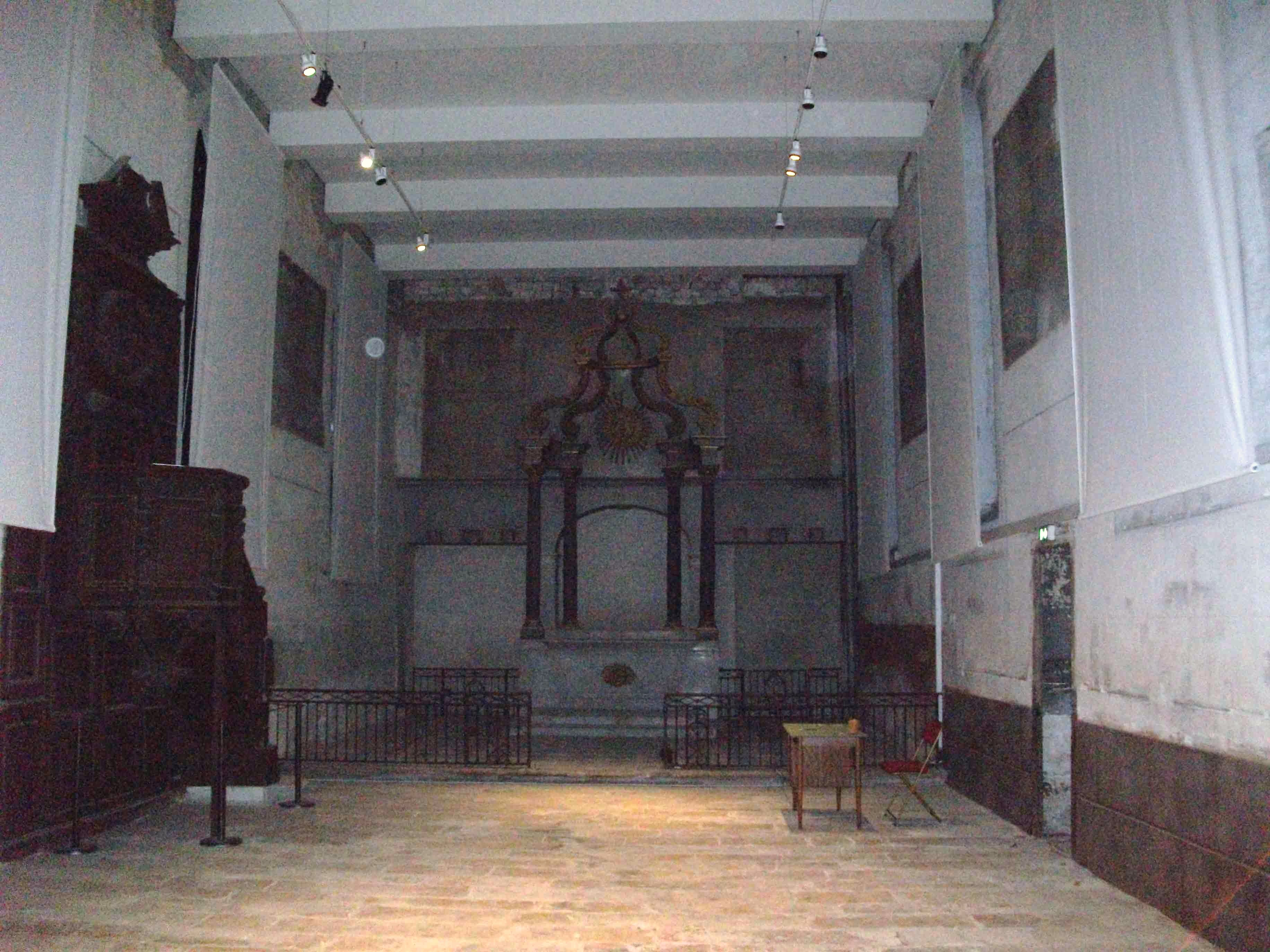
La chapelle.